# Grupa Lizbońska
Grupa Lizbońska – stworzona przez dziewiętnastu członków z Japonii, Europy Zachodniej i Ameryki Północnej z wykształceniem teoretycznym i doświadczeniami praktycznymi w biznesie, strukturach rządowych, organizacjach międzynarodowych i akademickich.
Jej założycielem jest Riccardo Petrella, lider programu FAST (Forecasting and Assessment in Science and Technology) przy Komisji Unii Europejskiej w Brukseli i główny autor „Granic konkurencyjności”. Dwa pełne spotkania grupy odbyły się w Lizbonie, a kilka mniejszych sesji edytorskich miało miejsce w Nagai (Japonia), Warnie (Belgia), Lizbonie i Montrealu celem umożliwienia wszystkim członkom aktywnego wkładu w opracowywanie raportu.
Grupa Lizbońska głosi następujące opinie:
1. Usunąć nierówności – oznacza to zapewnienie wszystkim ludziom: wody, mieszkań i energii.
2. Tolerancja i dialog kultur – zbliżenie między narodami oraz poszanowanie odrębności, obyczajów i tradycji.
3. Dążenie do rządów globalnych – transformacja Zgromadzenia Ogólnego Organizacji Narodów Zjednoczonych w parlament świata.
4. Rozsądny rozwój – wprowadzenie w życie „Agendy 21" przyjętej w Rio de Janeiro w 1992 r.